# Copa Federació de waterpolo femenina
La Copa Federació de waterpolo femenina és una competició esportiva de clubs espanyols de waterpolo, creada la temporada 2022-23. De caràcter anual, és organitzada per la Reial Federació Espanyola de Natació. Hi participen els dos millors equips classificats de cada grup de la primera volta de la Primera Divisió femenina. La fase final es disputa en format d'eliminació directa a la piscina d'un dels quatre equips, normalment al mes de febrer.

## Historial
| En negreta = Equip guanyador (p.) = Penals (1) = Nombre de títols Nota: Noms dels equips segons l'època |

| Edició | Temp.   | Data          | Campió                 | Resultat | Subcampió        | Tercer classificat | Quart classificat           | Seu                              |
| ------ | ------- | ------------- | ---------------------- | -------- | ---------------- | ------------------ | --------------------------- | -------------------------------- |
| I      | 2022-23 | 25/26-02-2023 | Simalga Real Canoe (1) | 11-6     | CD Iruña 98 02   | Horta Haxelia      | CN Molins de Rei            | Pez Volador, Madrid              |
| II     | 2023-24 | 24/25-02-2024 | CN Vallirana (1)       | 14-9     | CD Iruña 98 02   | Horta Haxelia      | CN Cuatro Caminos           | CEM Horta, Barcelona             |
| III    | 2024-25 | 22/23-02-2025 | UE Horta (1)           | 13-7     | CN Molins de Rei | CDN Boadilla       | AR Concepción Ciudad Lineal | Piscina Municipal, Molins de Rei |

## Palmarès
| Equip            | Campió | Subcampió | Finals | Anys campió | Anys subcampió |
| ---------------- | ------ | --------- | ------ | ----------- | -------------- |
| Real Canoe NC    | 1      | 0         | 1      | 2023        |                |
| CN Vallirana     | 1      | 0         | 1      | 2024        |                |
| UE Horta         | 1      | 0         | 1      | 2025        |                |
| CD Iruña 98 02   | 0      | 2         | 2      |             | 2023, 2024     |
| CN Molins de Rei | 0      | 1         | 1      |             | 2025           |